# 1924 год в литературе

## Премии

### Международные
- Нобелевская премия по литературе — Владислав Станислав Реймонт, «За выдающийся национальный эпос — роман „Мужики“».

### Франция
- Гонкуровская премия — Тьерри Сандр, «Жимолость, чистилище, глава XIII».
- Премия Фемина — Шарль Деренн, Le Bestiaire sentimental.

## Книги
- «Голодарь» — сборник произведений Франца Кафки.
- «Нора» — незаконченный рассказ Франца Кафки.
- «Пугачёвщина» — пьеса Константина Тренёва.
- «Три Толстяка» — сказка Юрия Олеши.

### Романы
- «Белая гвардия» — роман Михаила Булгакова.
- «Гэм» — роман Эриха Марии Ремарка.
- «Города и годы» — роман Константина Федина.
- «Железный поток» — роман Александра Серафимовича.
- «Земля Санникова» — роман Владимира Обручева (опубликован в 1926).
- «Рождение богов. Тутанкамон на Крите» — роман Дмитрия Мережковского.
- «Человек в коричневом костюме» — роман Агаты Кристи.

### Повести
- «Ветер» — повесть Бориса Лавренёва.
- «Звёздный цвет» — повесть Бориса Лавренёва.
- «Митина любовь» — повесть Ивана Бунина.
- «Роковые яйца» — повесть Михаила Булгакова.
- «Сорок первый» — повесть Бориса Лавренёва.
- «Странствующее «Странно»» — повесть Сигизмунда Кржижановского.
- «Человек идёт» — повесть Янка Мавра.

### Малая проза
- «Московские вывески» — очерки Сигизмунда Кржижановского.
- «Пуаро ведёт следствие» — сборник рассказов Агаты Кристи.
- «Укридж» (англ. Ukridge) — цикл рассказов Пэлема Грэнвила Вудхауза.

### Пьесы
- «Гибель Европы на Страстной площади» — пьеса Николая Эрдмана.
- «Иблис» — трагедия Гусейна Джавида (книжная публикация)
- «Москва с точки зрения» — пьеса Николая Эрдмана.

## Родились
- 7 марта — Кобо Абэ, японский писатель (умер в 1993).
- 15 марта — Юрий Бондарев, советский писатель (умер в 2020)
- 4 апреля — Мухаммад Абдул Кайюм Хан, писатель Азад-Кашмира (умер в 20153).
- 9 апреля — Франчиск Мунтяну, румынский писатель, сценарист и кинорежиссёр (умер в 1993).
- 1 мая — Виктор Астафьев, советский русский писатель, участник Великой Отечественной войны (умер в 2001).
- 21 мая — Борис Васильев, советский и российский писатель (умер в 2013).
- 28 мая — Иржи Шотола, чешский и чехословацкий поэт и прозаик (умер в 1989).
- 19 июня — Василь Быков, белорусский писатель и общественный деятель, участник Великой Отечественной войны (умер в 2003).
- 3 июля — Владимир Богомолов, советский писатель (умер в 2003).
- 10 августа — Жан-Франсуа Лиотар, французский философ и теоретик литературы (умер в 1998).
- 30 августа — Берил Гилрой, гайанская писательница, поэтесса (умерла в 2001).
- 10 сентября — Франтишек Бенхард, чешский прозаик, историк, литературный критик, переводчик, редактор, публицист (умер в 2006).
- 28 сентября — Антониу ду Амарал Мартинш Жасинту, ангольский писатель и поэт (умер в 1991).
- 30 сентября — Труман Капоте, американский писатель (умер в 1984).
- 15 октября — Маргерит Андерсен, канадская франкоязычная писательница (умерла в 2022).
- 28 октября — Овидий Александрович Горчаков, советский разведчик, писатель и сценарист (умер в 2000).
- 4 декабря — Любен Станев, болгарский писатель, сценарист. Лауреат Димитровской премии (умер в 2009).

## Умерли
- 25 января –  Рамабай Ранаде, индийская писательница  (род. в 1862 г.)
- 9 февраля — Нильс Кьер, норвежский писатель, драматург, эссеист, критик (родился в 1870).
- 26 февраля — Евгений Цабель, немецкий писатель, драматург (родился в 1851).
- 10 мая — Адольфо Альбертацци, итальянский писатель (родился в 1865).
- 3 июня — Франц Кафка, чешский философ и писатель (родился в 1883).
- 24 июня — Нарциса Амалия, бразильская поэтесса (родилась в 1856).
- 3 июля — Эшки Мир-заде, персидский поэт, прозаик и драматург (родился в 1893).
- 12 октября — Анатоль Франс, французский писатель и литературный критик (родился в 1844).